# 機会集合
機会集合（きかいしゅうごう）とは、選べる選択肢が複数ある場合の、これらの集合のことを指す経済学用語。ここでの選択肢というのは選ぶ機会のある選択肢ということであり、このような選択肢の集まりという意味であるため機会集合という。
経済学の存立基盤というのは希少性にある。このために選択をする範囲というのが厳密に画されることとなる。ゆえに機会集合というのは制約をすると言うことにでもできる。存在する選択には、効率的な選択と、非効率な選択と、実現不可能な選択が存在し、機会集合というのはこの中の効率的な選択と非効率な選択が意味されている。